# Bank Spółdzielczy w Kalwarii Zebrzydowskiej
Bank Spółdzielczy w Kalwarii Zebrzydowskiej – bank spółdzielczy z siedzibą w Kalwarii Zebrzydowskiej, powiecie wadowickim, województwie małopolskim, w Polsce. Bank zrzeszony jest w Grupie Banku Polskiej Spółdzielczości S.A.

## Historia
W 1895 z inicjatywy adwokata Tadeusza Bresiewicza powstało Towarzystwo Oszczędności i Pożyczek w Kalwarii Zebrzydowskiej, od którego bank wywodzi swoją tradycję.
W 1994 bank zrzeszył się w Małopolskim Banku Regionalnym w Krakowie, a następnie w Banku Polskiej Spółdzielczości S.A..

## Władze
W skład zarządu banku wchodzą:
- prezes zarządu
- wiceprezes zarządu
- członek zarządu.

Czynności nadzoru banku sprawuje 7-osobowa rada nadzorcza.

## Placówki
- centrala w Kalwarii Zebrzydowskiej, ul. Jagiellońska 2
- punkty kasowe:
  - Kalwaria Zebrzydowska
  - Lanckorona
  - Stryszów